# Sint-Martinustoren (Gennep)
De oude Sint-Martinustoren te Gennep is de neogotische portaaltoren die toegang gaf tot de in 1944-1945 verwoeste kerk en werd gebouwd tussen 1868 en 1869. Het ontwerp wordt toegeschreven aan de architect Pierre Cuypers. De toren is een zichtbare herinnering aan de zware verwoestingen die Noord-Limburg getroffen hebben in de laatste oorlogsjaren. De toren vormt samen met het stadhuis van Gennep, het gemeentekantoor, het Petershuis en de Nederlands-hervormde kerk aan de Markt een belangrijk deel van het stedelijke silhouet van Gennep.

## De voorgeschiedenis van de toren en de kerk

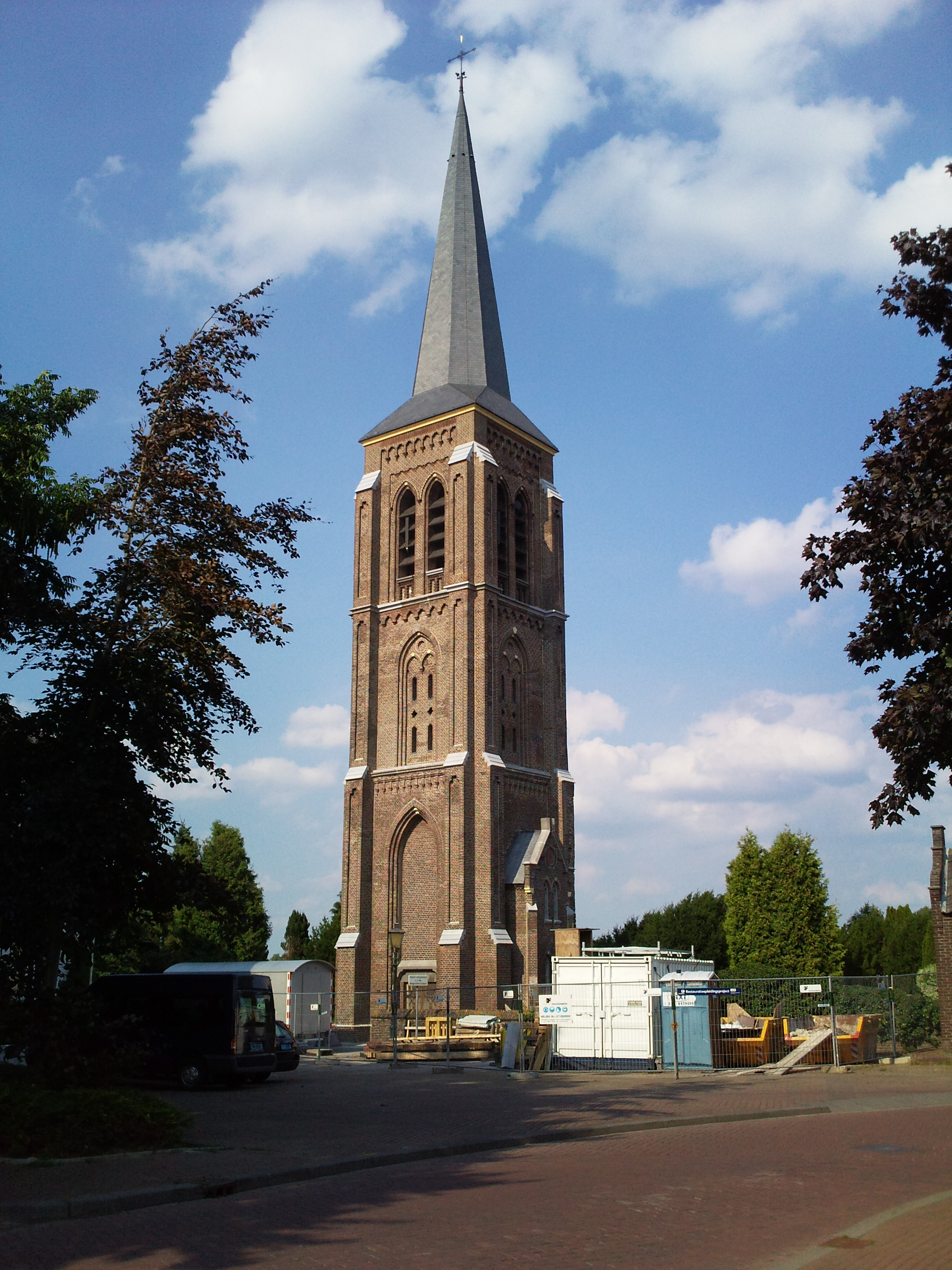
De oude Sint-Martinustoren na de renovatie in 2009-2010

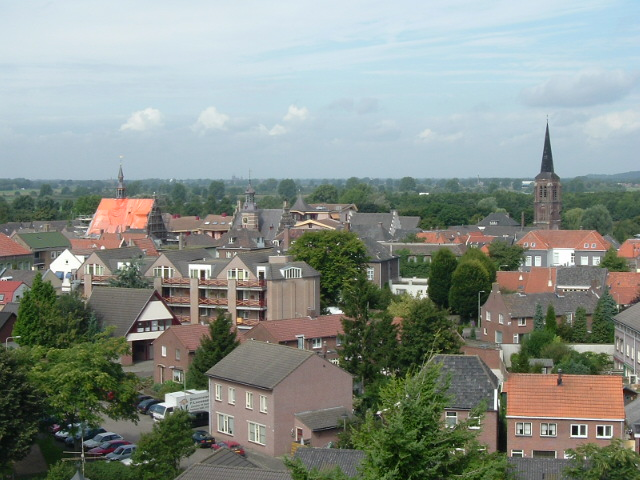
Gennep en de oude Sint-Martinustoren gezien vanaf de huidige Sint-Martinustoren

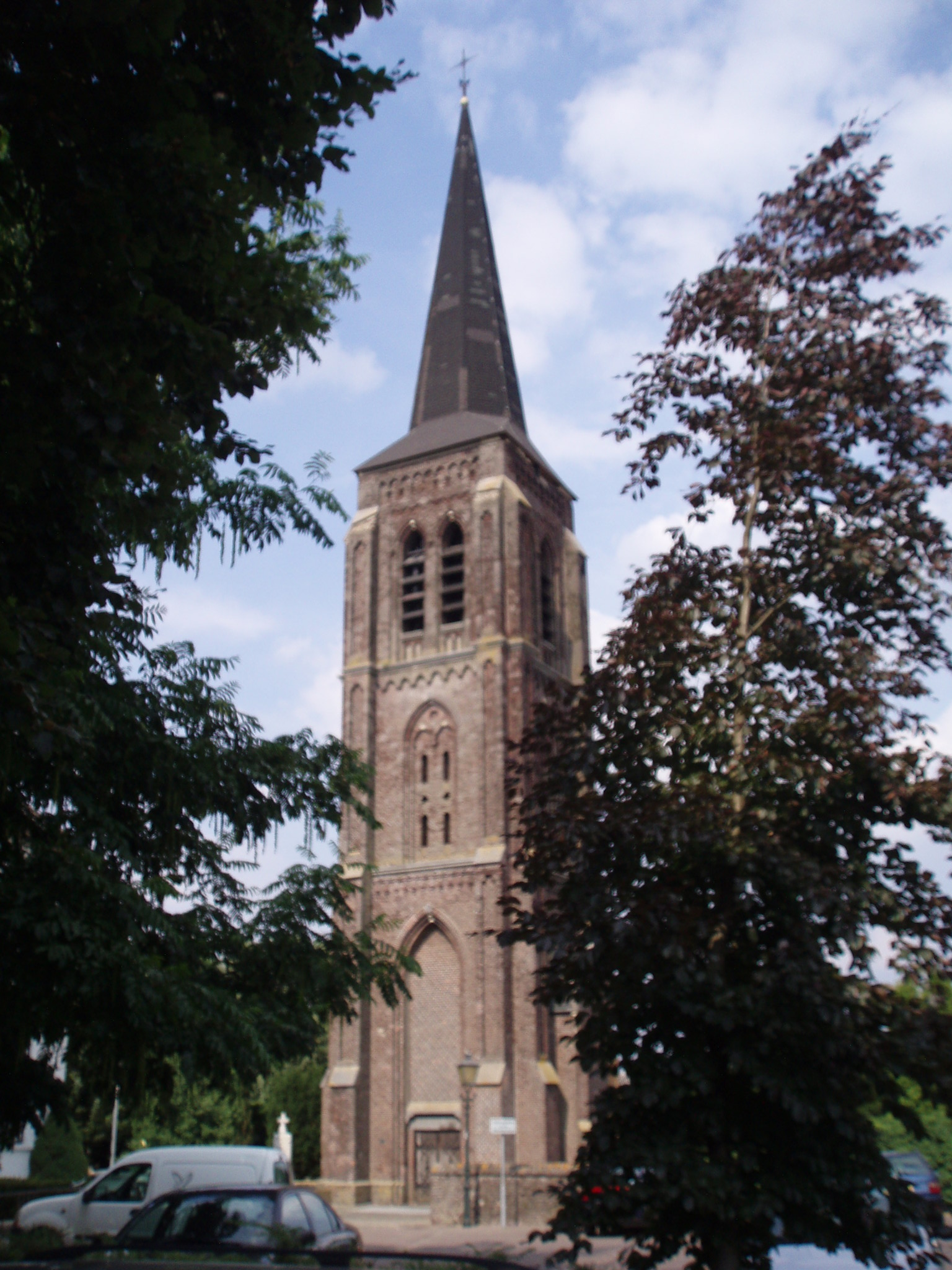
De toren voor de renovatie van 2009

De eerste kerk in Gennep gewijd aan Sint Martinus dateert waarschijnlijk al uit de achtste eeuw en zou zelfs door de heilige Lambertus zelf gesticht zijn. De paalkerk heeft gestaan op de plaats van de oude Sint-Martinustoren. In de loop der eeuwen werd het houten kerkje vervangen door een Maaskeien zaalkerkje, dat later werd uitgebreid met een bakstenen toren. De kerk was oostelijk georiënteerd; richting Jeruzalem. Door de grote standsbrand van 1597 is de exacte stichting van de parochie en de bouw van de kerk verloren gegaan.
De parochie Sint-Martinus te Gennep heeft van oudsher bij het aartsbisdom Keulen gehoord. Vanaf het herstel van de bisschoppelijke hiërarchie in 1853 viel het onder het aartsbisdom Utrecht.
De kerk stortte op 20 augustus 1648 in, slechts met het priesterkoor en enkele andere stukken zoals de Anthoniuskapel en de Martinuskapel bleven behouden. Ook de toren bleef staan. Een vervangend strodak maakte kerkgang vervolgens mogelijk. Vanaf 1655 begon met de kerk te herstellen en werd deze aan de noord- en zuidkant verbreed.
Op 4 april 1862 werd het decanaat Gennep ingesteld en werd de kerk de hoofdkerk van dit nieuw te vormen decanaat.

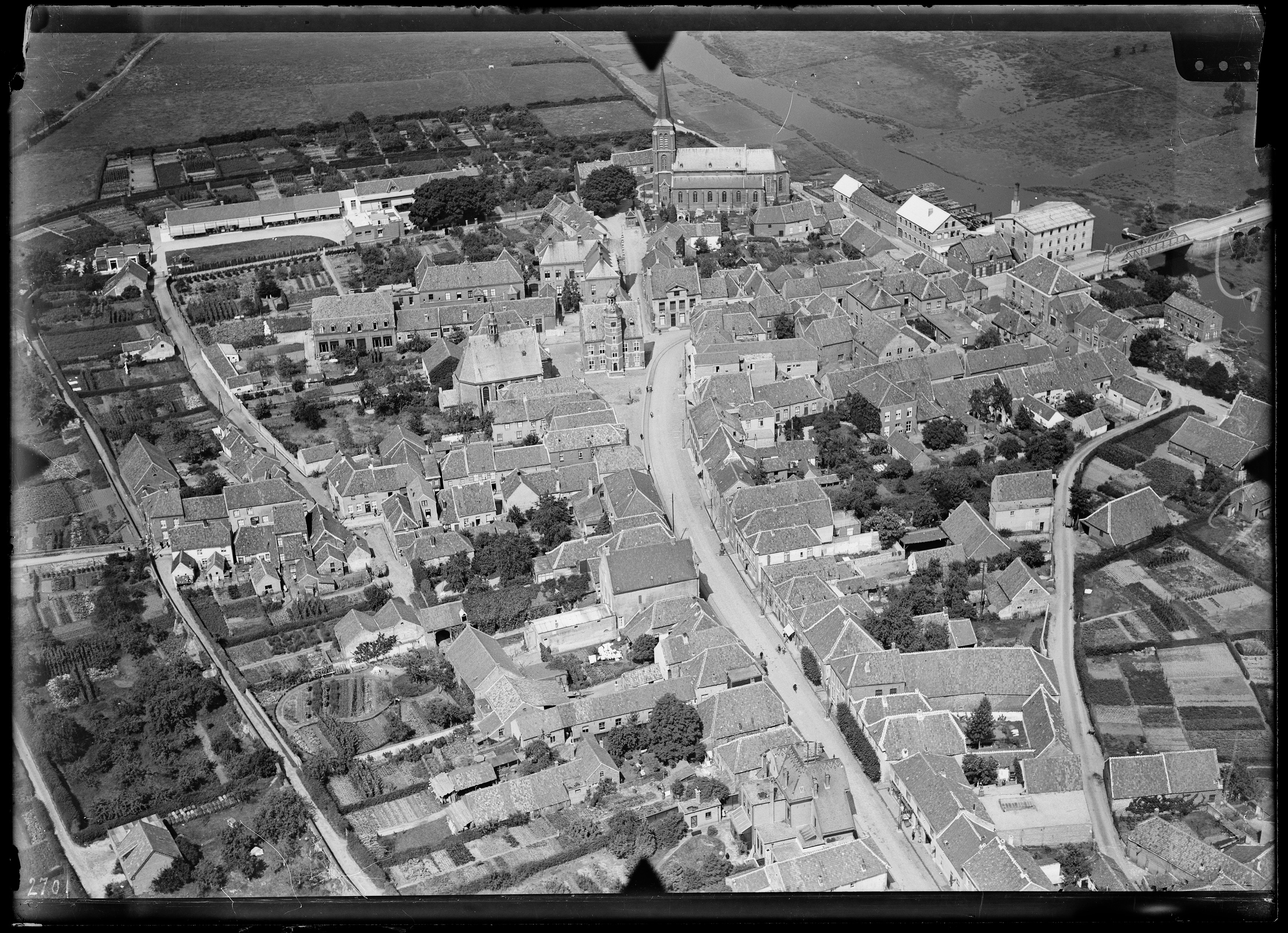
De Sint-Martinustoren en de oude binnenstad van Gennep (1920-1940), Nederlands Instituut voor Militaire Historie.

Deken Bernardussen liet in 1864 de stompe, bouwvallige toren neerhalen om plaats te maken voor een slanke, gotische toren. Naar verluidt zou de architect Pierre Cuypers tussen 1864 en 1869 deze nieuwe toren hebben ontworpen en hij verlengde tevens het middenschip met drie traveeën. Bisschop Paredis wijdde de nieuwe stukken in in 1884. De toenmalige deken Kreyelmans liet in 1930 de kerk uitbreiden aan de epistelzijde door er dwars op het schip een kinderkapel aan te bouwen.
Op 15 oktober 1944 werd voor de laatste keer gekerkt in het gebouw. Deken Kreyelmans was tot tranen bewogen toen hij de Gennepenaren Gods zegen gaf voor de op handen zijnde evacuatie, doordat de gevechtshandelingen van operatie Veritable rondom het stadje plaatsvonden.
Nadat Gennep geëvacueerd werd, is de kerk door granaten flink beschadigd. Op 24 december 1944 zagen de laatste Genneparen die de stad verlieten de kerk nog ongeschonden, maar na de bevrijding op 12 februari 1945 waren de 3 traveeën gedeeltelijk weggeslagen. De inventaris van het orgel was compleet verwoest. Eén beeldgehouwen biechtstoel was vernield, de andere gedeeltelijk. Het kerklinnen was voor een aanmerkelijke hoeveelheid gestolen, terwijl ook een nieuwe koorkap verdwenen was. Bij de beschietingen was weliswaar de windhaan naar beneden gevallen, maar verder was de toren verdere vernielingen bespaard gebleven.
Hoewel het de bedoeling was om in de bouwvallen van de kerk een noodkerk in te richten heeft dit plan geen doorgang gevonden. De toenmalige deken Janssen vond dat het beter was om een nieuwe kerk te bouwen in plaats van de oude te herstellen. Bovendien kon de nieuw te bouwen kerk iets centraler in de uitdijende stad geplaatst worden. Een tijdelijke noodkerk in de nabijheid van het oude treinstation Gennep overbrugde de tijd. De klokken werden teruggehangen in de nieuwe Sint-Martinuskerk.
De ruïnes van de kerk werden afgebroken, maar de toren bleef behouden. Op de plaats van de voormalige kerk werden kort na de Tweede Wereldoorlog opgravingen gedaan.
Het kerkbestuur besloot in 1974 de in slechte staat verkerende toren voor een gulden aan de gemeente Gennep te verkopen. De omliggende begraafplaats bleef echter in het bezit van de parochie Sint-Martinus. De gemeente liet de toren verschillende keren restaureren.

## De toren
De toren heeft een vierkant grondplan, is opgebouwd uit baksteen en telt drie bouwlagen. Op sommige plaatsen is natuursteen gebruikt, zoals bij de waterlijst. De torenspits is bedekt met leisteen met daarop een kruis en een windhaan. In de derde bouwlaag zijn de galmgaten voor de klokken. Aan iedere zijde zijn dit twee spitsbogen met zogenaamde louvreluiken, vergelijkbaar een jaloezie.
De ingang bevindt zich aan de westelijke zijde en wordt afgesloten door de oorspronkelijke, dubbele deuren en is afgewerkt met smeedijzeren hang-en-sluitwerk. De oorspronkelijke glas-in-loodramen zijn niet meer aanwezig, maar de raampjes aan de noord- en de zuidkant van de toren in de vorm van een spitsboog zijn wel zichtbaar. Waar eens de kerk stond wordt met coniferen op de begraafplaats het middenschip aangegeven; de toren is aan deze zijde vrijwel direct na 1945 dichtgemetseld.
De gemeente Gennep heeft in 2008 rijkssubsidie gekregen voor de restauratie van de toren van de voormalige Sint Martinuskerk. In de loop van 2009 en 2010 is de toren grondig gerestaureerd. Hierbij werd een volledig nieuw leien dak op de torenspits gezet, die voor deze gelegenheid van de toren is afgehaald en volledig vernieuwd.
De gemeente studeert op de mogelijkheid om de toren een museale en toeristische functie te geven en beperkt toegankelijk te maken voor publiek.